# Ve stínu
Ve stínu je kriminální filmové drama Davida Ondříčka z roku 2012, jež vzniklo v česko-polsko-slovenské koprodukci. Děj se odehrává v Československu během dvou týdnů před měnovou reformou na jaře 1953. Z udílení Českých lvů v březnu 2013 si odnesl devět cen.

## Obsazení
| Ivan Trojan       | detektiv kapitán Hakl      |
| Sebastian Koch    | major Zenke                |
| Soňa Norisová     | Jitka Haklová              |
| David Švehlík     | poručík Petr Beňo Beňovský |
| Jiří Štěpnička    | plukovník Pánek            |
| Marek Taclík      | Bareš                      |
| Filip Antonio     | Tom Hakl                   |
| Martin Myšička    | Jílek                      |
| Miroslav Krobot   | Kirsch                     |
| Norbert Lichý     | Janata                     |
| Halka Třešňáková  | tlumočnice                 |
| Simona Babčáková  | žena ve výzkumáku          |
| Kryštof Mucha     | balistik Víťa              |
| Richard Stanke    | velitel StB                |
| Hynek Čermák      | Karlos                     |
| Aleš Najbrt       | Kung                       |
| Tomáš Bambušek    | Foll                       |
| Jaroslava Adamová | Bárová                     |
| Ondřej Malý       | prokurátor                 |
| Martha Issová     | květinářka                 |

## Výroba
Původní název byl Ve stínu koně, ale scéna se zastřeleným koněm (nejdražší v celém filmu) zcela vypadla, navíc by tak byl název podobný seriálu Znamení koně. David Ondříček chtěl, aby hlavní hrdina kapitán Hakl byl původně zaníceným komunistou, který v průběhu děje přejde do opozice, ale Ivan Trojan, který ho ztvárnil, to odmítl.
Začátek natáčení byl naplánován na 5. března 2011, plánováno bylo 45 natáčecích dnů. Natáčelo se v Praze, v Polsku i v barrandovských ateliérech.
Příprava zabrala čtyři roky, během nichž bylo napsáno 17 verzí scénáře. Výrobu filmu podpořila společnost RWE, Státní fond České republiky pro podporu a rozvoj české kinematografie, evropský fond Eurimages, hlavní město Praha a Polský filmový institut. Na návrh amerického distributora a koproducenta Ehuda Bleiberga byl film poté, co se nedostal na Berlinale, celý přestříhán (na konečném střihu se podílel také Ivan Passer) a premiéra tak byla odsunuta z původního únorového termínu na září 2012. Film byl zkrácen a byla také upravena hudba.
Hudbu k filmu složili Jan P. Muchow a Michal Novinski . Muchow a Novinski na hudbě intenzivněji pracovali od léta 2011. Byla oceněna Cenou české filmové kritiky i Českým lvem. Ve spolupráci se zpěvačkou Sarou Vondráškovou (Never Sol) Muchow a Novinski složili a nahráli ústřední píseň filmu „Lay Down“, ke které vznikl i klip.

## Uvedení a přijetí
Premiéra filmu 13. září 2012 byla věnována herci Radoslavu Brzobohatému (ačkoliv ve filmu nehraje), který den před premiérou zemřel a v den premiéry by oslavil 80. narozeniny. Do kin byl film nasazen jak na digitálních nosičích, tak i na klasických 35mm filmových kopiích.
Film byl přeložen do ruštiny (překladatelé Diana Shvedova a Andrey Efremov) a uveden v rámci Dnů slovenské kinematografie v Moskvě v roce 2014.

### Recenze
- Kamil Fila, Respekt.cz
- Mirka Spáčilová, iDNES.cz
- Petr Čihula, MovieZone.cz
- František Fuka, FFFilm
- Ve stínu – 67 % na Film CZ -
- Vynikající vizuální podívaná – Příběh zůstává poněkud „ve stínu“, ToSiPiš.cz, 17.12.2012

## Ocenění
Film byl Českou filmovou a televizní akademií navržen na Oscara v kategorii Nejlepší cizojazyčný film, ale nebyl nominován.
Film získal na Cenách české filmové kritiky cenu za nejlepší film, režii, kameru, hudbu a nejlepší mužský herecký výkon v hlavní roli pro Ivana Trojana. Nominován byl také za scénář, nejlepší mužský herecký výkon ve vedlejší roli pro Sebastiana Kocha a nejlepší ženský herecký výkon v hlavní roli pro Soňu Norisovou. Film získal také cenu Trilobit.
Na Českých lvech získal devět hlavních cen (nejlepší film, režie, scénář, kamera, střih, zvuk, hudba, výtvarné řešení a mužský herecký výkon v hlavní roli pro Ivana Trojana), na další dvě (nejlepší ženský herecký výkon v hlavní roli pro Soňu Norisovou a nejlepší mužský herecký výkon ve vedlejší roli pro Sebastiana Kocha) byl nominován. Získal také cenu filmových kritiků a teoretiků za nejlepší hraný film a cenu za nejlepší plakát. Pokud se tedy započítají i tyto dvě vedlejší ceny, má film Ve stínu 11 Českých lvů, čímž vyrovnal historický rekord filmu Je třeba zabít Sekala z Českých lvů 1998.

## Fotogalerie

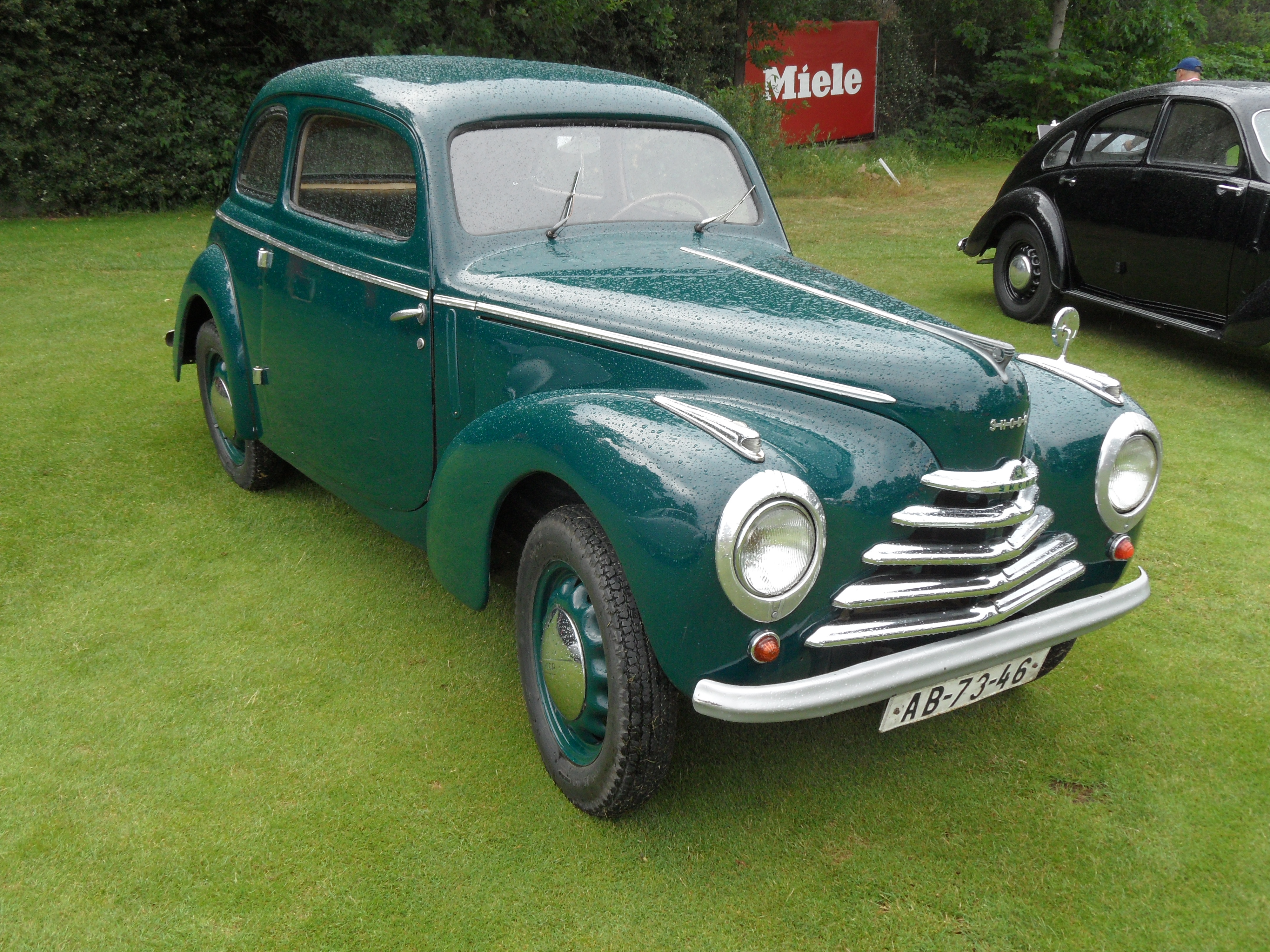
Škoda Tudor z filmu na Automobilové klenoty 2019